# Ramón Cabrera y Griño

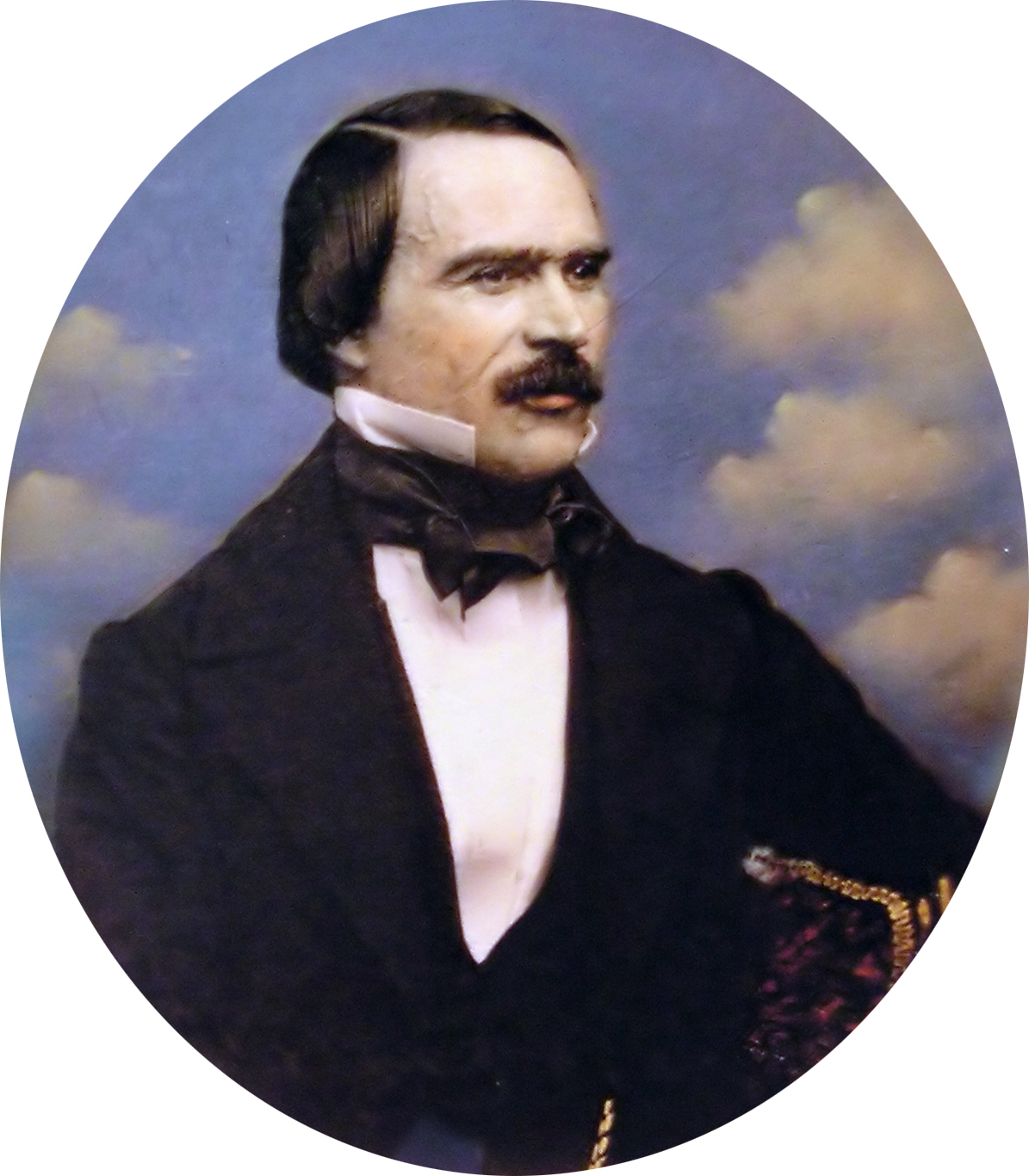
Daguerreotypie von Ramón Cabrera

Ramón Cabrera y Griño, auf Katalanisch Ramon Cabrera i Grinyó, Graf von Morella, Marqués del Ter (* 27. Dezember 1806 in Tortosa; † 24. Mai 1877 in Wentworth) war ein Heerführer der spanischen Karlisten.

## Leben
Ramón Cabrera entstammte einer Arbeiterfamilie und war der Sohn des Schiffskapitäns José Cabrera, der sich der Küstenschifffahrt widmete. Durch eine Tante, eine einflussreiche Nonne, erhielt er die Anwartschaft auf eine Pfründe und erlernte deshalb in seinem 17. Lebensjahr Latein. Er widmete sich theologischen Studien und erhielt am Dreieinigkeitsfest des Jahres 1831 durch Víctor Damián Sáez, Bischof von Tortosa, die niederen Weihen. Bald schlug er aber, da ihm der geistliche Stand nicht zusagte und ihm der Bischof wegen seiner Ausschweifungen und Lebhaftigkeit die höheren Weihen nicht erteilen wollte, eine militärische Karriere ein. Als nämlich nach dem Tod König Ferdinands VII. (29. September 1833) der Erste Carlistenkrieg ausbrach, ließ sich Cabrera mit einigen Zöglingen des bischöflichen Seminars von Geistlichen als Unterhändler für  den spanischen Prätendenten Don Carlos verwenden und wurde daher vom Militärgouverneur aus Tortosa verwiesen. Er begann seine Militärlaufbahn 1834 in einem karlistischen Korps. Von kleiner, unscheinbarer Gestalt verstand er es, seine Truppen zu beherrschen. Der Hofkamarilla gegenüber zeigte er sich unabhängig. Er wurde 1835 unter Carnicer Chef eines karlistischen Eliteheeres. Nachdem auf Befehl des Generalkapitäns Mina der Generalkommandant von Niederaragonien, Augustin Nogueras, Cabreras 56-jährige Mutter Ana María Griñó wegen geheimen Einverständnisses mit ihrem Sohn und als dessen Helferin am 16. Februar 1836 in Tortosa hatte erschießen lassen, verübte Cabrera aus Rache große Grausamkeiten, indem er Hunderte von Gefangenen füsilieren ließ und blutige Feldzüge unternahm.

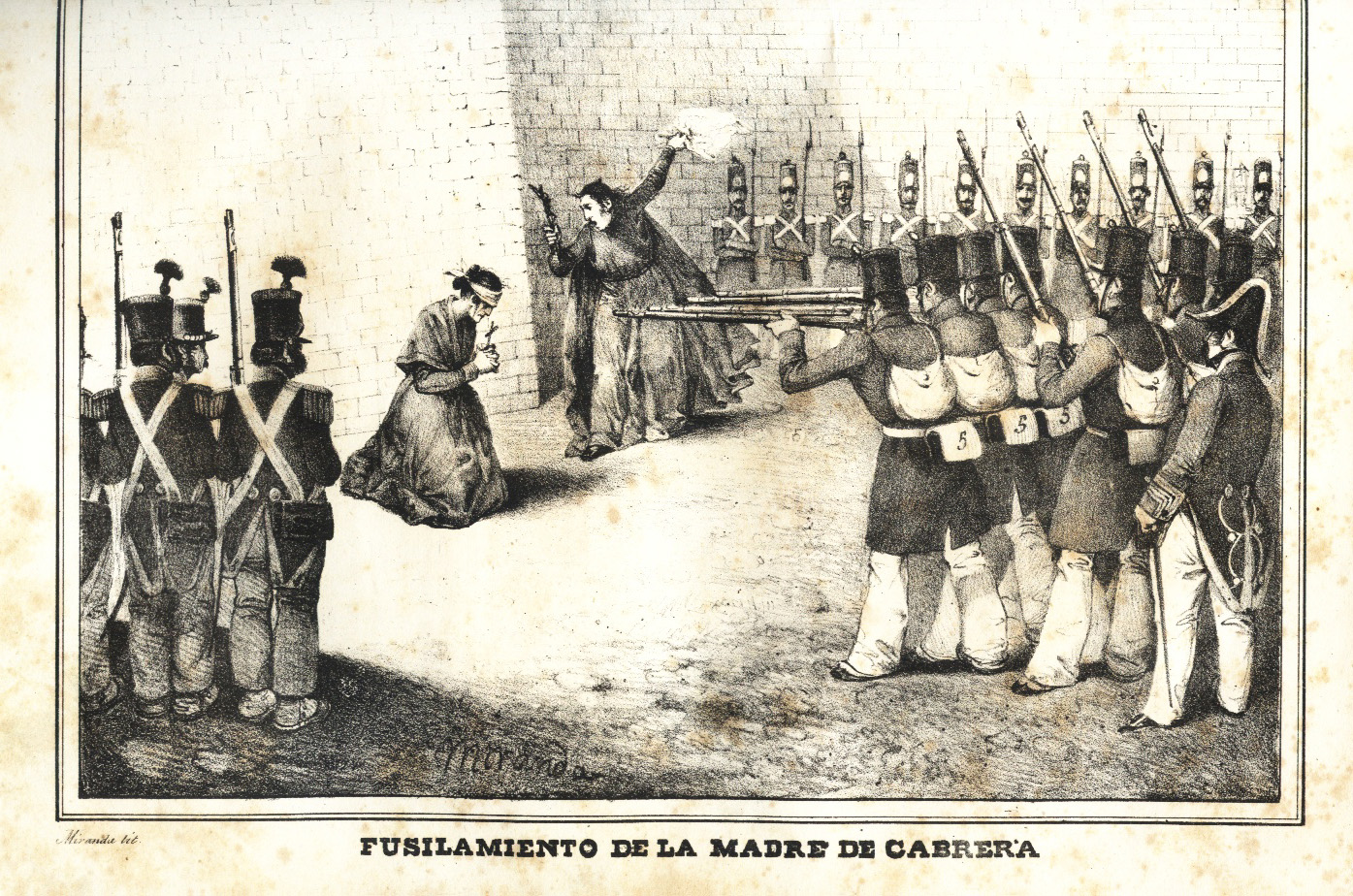
Hinrichtung von Cabreras Mutter, Maria Grino, 1836 durch ein Erschießungskommando

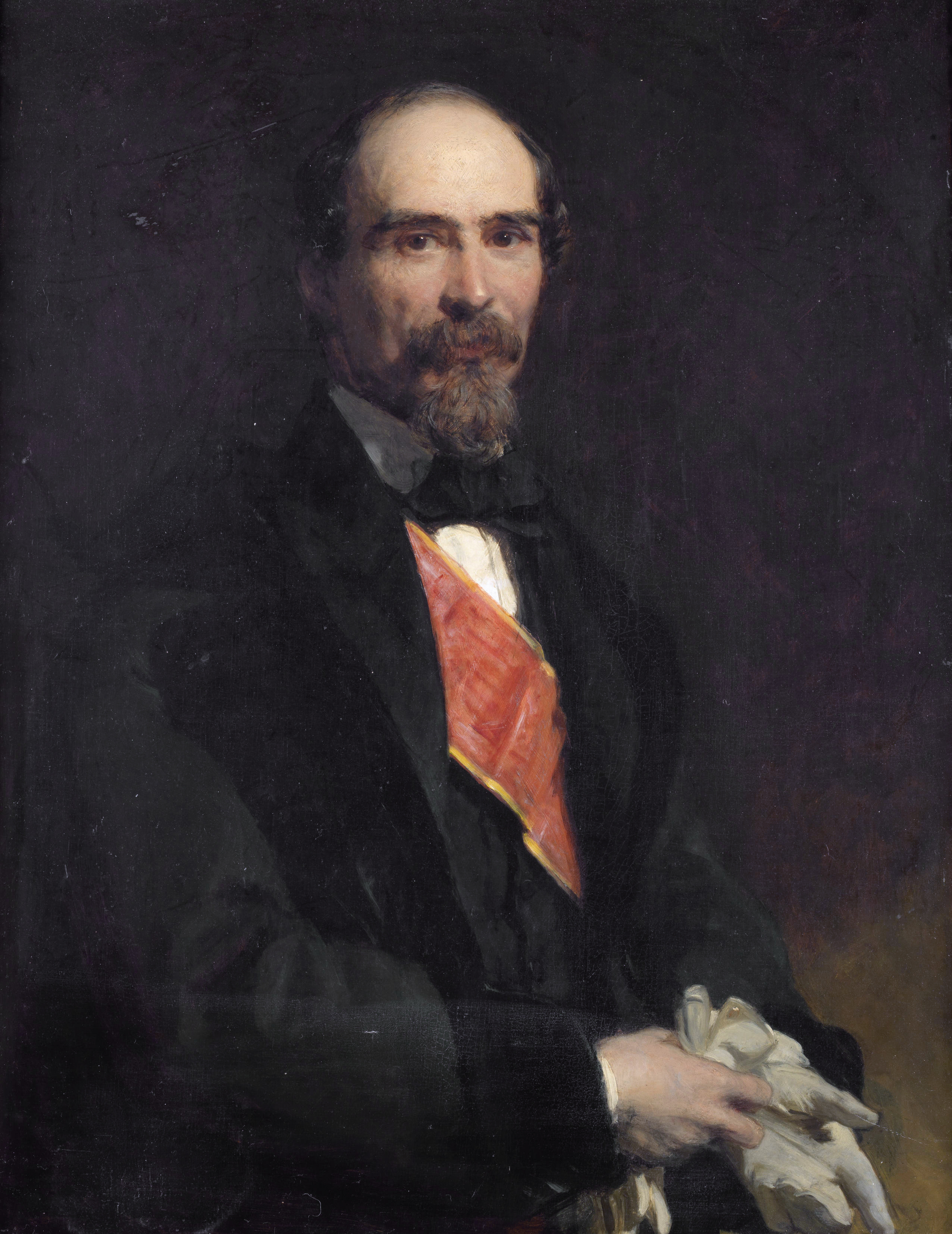
Ramón Cabrera, von John Prescott Knight.

Cabrera begleitete Gomez im September 1836 auf dessen Streifzug nach Andalusien, nahm Almadén und kehrte getrennt fechtend und plündernd durch die Mancha und Cuenca zurück. Bei seinem Eintritt in Aragonien wurde seine Truppe durch die Übernacht der Cristinos am 1. Dezember 1836 bei Rincon del Soto vernichtet und er selbst schwer verwundet. Er wurde von Hirten gerettet und beim Pfarrer Don Manuel Moron in Almadén geheilt. Er brachte nun sein Korps rasch bis auf 10.000 Infanteristen und 1600 Reiter, drang nach Valencia und Cuenca vor und siegte am 18. Februar 1837 bei Buñol sowie am 19. März bei Burjassot. Wiewohl bei Torre Blanca gänzlich geschlagen und abermals verwundet, nahm er doch bald wieder den Kampf auf. Nun eroberte er erneut die Bergfeste Canta vieja, die er 1836 verloren hatte, und focht mit Glück gegen den gegen ihn gesendeten General Marcelino Oráa, der auf der Seite der Regentin Maria Christina von Bourbon-Sizilien kämpfte. Ab Mai 1837 unterstützte Cabrera Don Carlos auf dessen erfolglosen Zug gegen Madrid und führte im September dieses Jahres die Vorhut bis nahe an die spanische Hauptstadt. Er wurde aber am 13. September vom siegreichen Feldherrn der Cristinos Baldomero Espartero bei Sacedon geschlagen und musste ebenso wie Don Carlos den Rückzug antreten. Dann wandte er sich wieder gegen Oráa, fiel plündernd in Valencia ein und zog sich beutebeladen nach Canta vieja zurück. Im Februar 1838 nahm er die Festungen Morella und Benicarlo, hinderte Oráa an der Wiedereinnahme der Ersteren und brachte ihm eine schwere Niederlage bei. Hierfür wurde er von dem Prätendenten zum Grafen von Morella und Generalleutnant ernannt und zugleich als Generalgouverneur von Aragonien, Valencia und Murcia bestätigt. Am 1. Oktober 1838 schlug er den General Ramón Pardiñas zwischen Morella und Caspe und ließ die Gefangenen niedermetzeln. 1839 nahm er Seguerra ein und besiegte die belagernden Cristinos.
Nachdem der karlistische General Rafael Maroto mit Espartero am 31. August 1839 den Vertrag von Vergara geschlossen hatte, war der Erste Carlistenkrieg im Wesentlichen zugunsten der Regentin Maria Christina entschieden. Indessen setzte Cabrera den Kampf fort, musste sich aber auf die Defensive beschränken. Er erkrankte Ende 1839 gefährlich und wurde dadurch in seinen Operationen gehemmt. Mit Mühe hielt er sich in den Gebirgen Kataloniens und Aragoniens, bis Espartero 1840 gegen ihn zog, Morella belagerte und ihn zwang, am 6. Juli 1840 mit 8000 Mann nach Frankreich zu fliehen. Er wurde hier verhaftet und einige Monate im Schloss Ham interniert. Ende 1840 kam er wieder frei und begab sich nach den Hyérischen Inseln und Mitte 1841 nach Lyon. Auf französischem Boden zerstritt er sich immer mehr mit der Umgebung von Don Carlos und wurde daher im Mai 1842 durch den Prätendenten aus seinen bisherigen Funktionen als militärischer Anführer der karlistischen Emigration entlassen. Erst 1845, als Don Carlos zugunsten seines ältesten Sohns Carlos Luis, Grafen von Montemolín, seinen Thronrechten entsagte, trat Cabrera wieder hervor, indem er diesen Schritt des Prätendenten nicht anerkannte.
Doch näherte sich Cabrera allmählich dem Grafen Montemolín, floh mit diesem im September 1846 nach England, indem er hoffte, die britische Regierung werde die karlistische Sache unterstützen. Er traf auch in England Vorbereitungen zu einem Einfall in Spanien. Zur Ausführung gab die französische Februarrevolution 1848 Gelegenheit, und Cabrera landete während des sogenannten Zweiten Carlistenkriegs (auch „Krieg der Matiners“ genannt), der von 1847 bis 1849 in Katalonien stattfand, im Juni 1848 in Spanien. Daraufhin führte er ein halbes Jahr in Nordspanien Krieg, bis er infolge der unglücklichen Schlacht bei Pasteral (27. Januar 1849) verwundet nach Frankreich flüchtete. Er wurde in Err an der spanischen Grenze verhaftet und nach Perpignan gebracht, im August aber vom Präsidenten der Französischen Republik freigelassen. Er ging wieder nach London, wo er 1850 die reiche, für die karlistische Sache sehr begeisterte Marianne Katherine Richards heiratete und die dadurch ihm zugefallenen pekuniären Mittel zur Unterstützung seiner Parteisache zu verwenden gedachte. Im Juli 1850 reiste er nach Neapel, um eine, wegen der beabsichtigten Heirat des Grafen Montemolín mit einer neapolitanischen Prinzessin, mit Spanien eingetretene Spannung zu nutzen und gegen Spanien zu intrigieren. Anfang 1851 wurde er aber ausgewiesen, kehrte über Frankreich nach England zurück und lebte bis 1855 abwechseln in London und Paris.
Im April 1860 unterstützte Cabrera den vom spanischen General Jaime Ortega zugunsten des Grafen Montemolín durchgeführten erfolglosen Aufstandsversuch in Tortosa, entging aber klug dem Schicksal der übrigen Leiter dieses Unternehmens. Als Don Carlos (VII.) 1869 den Bürgerkrieg in Spanien wieder entfachte, suchte er die Unterstützung Cabreras zu gewinnen. Dieser aber erklärte, er halte den Krieg in dem auf der liberalen Bahn fortgeschrittenen Spanien für hoffnungslos, wenn am starren Absolutismus und an der katholischen Glaubenseinheit festgehalten werde. Durch ein Ergebenheitsschreiben vom 11. März 1875 erkannte er schließlich Alfons XII. als König an. Diese Erklärung trug viel dazu bei, Don Carlos (VII.) bei allen verständigen Elementen des Landes zu isolieren. Der Prätendent erklärte Cabrera für einen Verräter, woraufhin dieser zuerst nach Frankreich ging, von König Alfons XII. aber Titel und Ämter zurückerhielt und in dessen Dienste trat. Cabreras Bemühungen, andere Karlistenführer zu einer Übereinkunft zu bewegen, waren für die Beendigung des Dritten Carlistenkriegs von Einfluss. Er starb am 24. Mai 1877 im Alter von 70 Jahren in Wentworth bei Staines unweit London.